# Rusk County (Texas)
Das Rusk County ist ein County im Bundesstaat Texas der Vereinigten Staaten. Das U.S. Census Bureau hat bei der Volkszählung 2020 eine Einwohnerzahl von 52.214 ermittelt. Der Sitz der County-Verwaltung (County Seat) befindet sich in Henderson. Das County gehört zu den Dry Countys, was bedeutet, dass der Verkauf von Alkohol eingeschränkt oder verboten ist.

## Geographie
Das County liegt nordöstlich des geographischen Zentrums von Texas, etwa 30 km vor der Grenze zu Arkansas und hat eine Fläche von 2431 Quadratkilometern, wovon 39 Quadratkilometer Wasserfläche sind. Es grenzt im Uhrzeigersinn an folgende Countys: Gregg County, Harrison County, Panola County, Shelby County, Nacogdoches County, Cherokee County und Smith County.

## Geschichte
Rusk County wurde am 16. Januar 1843 auf Beschluss des Kongresses von Texas (Texas Legislature) aus Teilen des Nacogdoches County gebildet. Benannt wurde es nach Thomas Jefferson Rusk, einem General während der texanischen Revolution, Kriegsminister der Republik Texas und späteres Mitglied im Senat der Vereinigten Staaten. Der Verwaltungssitz wurde bewusst als Planstadt im Zentrum des Countys angelegt.

## Demografische Daten

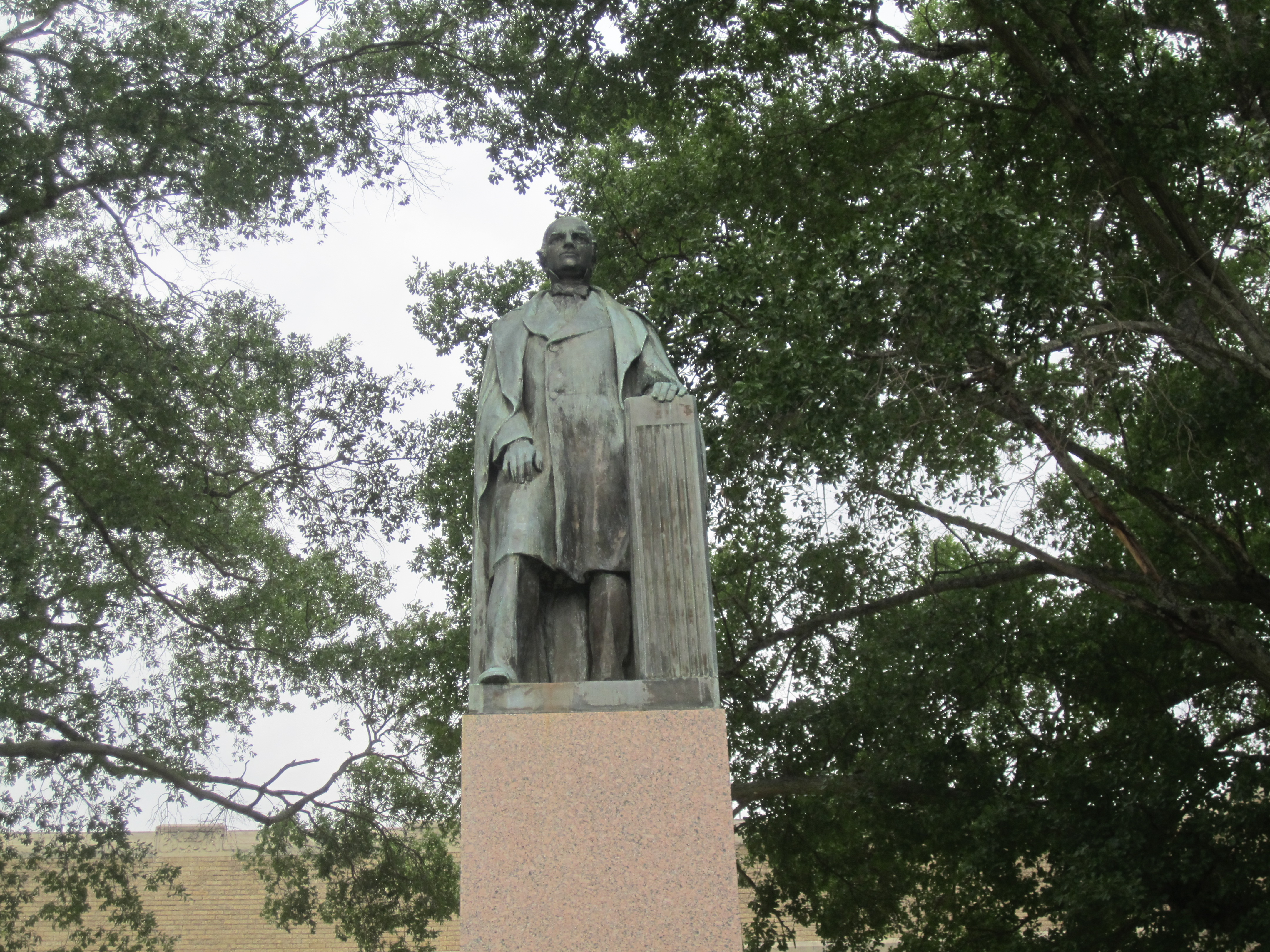
Thomas Jefferson-Statue

Nach der Volkszählung im Jahr 2000 lebten im Rusk County 47.372 Menschen in 17.364 Haushalten und 12.727 Familien. Die Bevölkerungsdichte betrug 20 Einwohner pro Quadratkilometer. Ethnisch betrachtet setzte sich die Bevölkerung zusammen aus 74,89 Prozent Weißen, 19,21 Prozent Afroamerikanern, 0,35 Prozent amerikanischen Ureinwohnern, 0,24 Prozent Asiaten, 0,01 Prozent Bewohnern aus dem pazifischen Inselraum und 4,22 Prozent aus anderen ethnischen Gruppen; 1,09 Prozent stammten von zwei oder mehr Ethnien ab. 8,44 Prozent der Einwohner waren spanischer oder lateinamerikanischer Abstammung.
Von den 17.364 Haushalten hatten 32,5 Prozent Kinder oder Jugendliche, die mit ihnen zusammen lebten. 58,2 Prozent waren verheiratete, zusammenlebende Paare 11,2 Prozent waren allein erziehende Mütter und 26,7 Prozent waren keine Familien. 24,2 Prozent waren Singlehaushalte und in 12,9 Prozent lebten Menschen im Alter von 65 Jahren oder darüber. Die durchschnittliche Haushaltsgröße betrug 2,57 und die durchschnittliche Familiengröße betrug 3,05 Personen.
24,9 Prozent der Bevölkerung war unter 18 Jahre alt, 8,3 Prozent zwischen 18 und 24, 27,8 Prozent zwischen 25 und 44, 23,3 Prozent zwischen 45 und 64 und 15,6 Prozent waren 65 Jahre alt oder älter. Das Durchschnittsalter betrug 38 Jahre. Auf 100 weibliche Personen kamen 104 männliche Personen und auf 100 Frauen im Alter von 18 Jahren oder darüber kamen 103,1 Männer.
Das jährliche Durchschnittseinkommen eines Haushalts betrug 32.898 USD, das Durchschnittseinkommen einer Familie betrug 39.185 USD. Männer hatten ein Durchschnittseinkommen von 30.956 USD, Frauen 19.749 USD. Das Prokopfeinkommen betrug 16.674 USD. 10,9 Prozent der Familien und 14,6 Prozent der Einwohner lebten unterhalb der Armutsgrenze.

## Kultur und Sehenswürdigkeiten

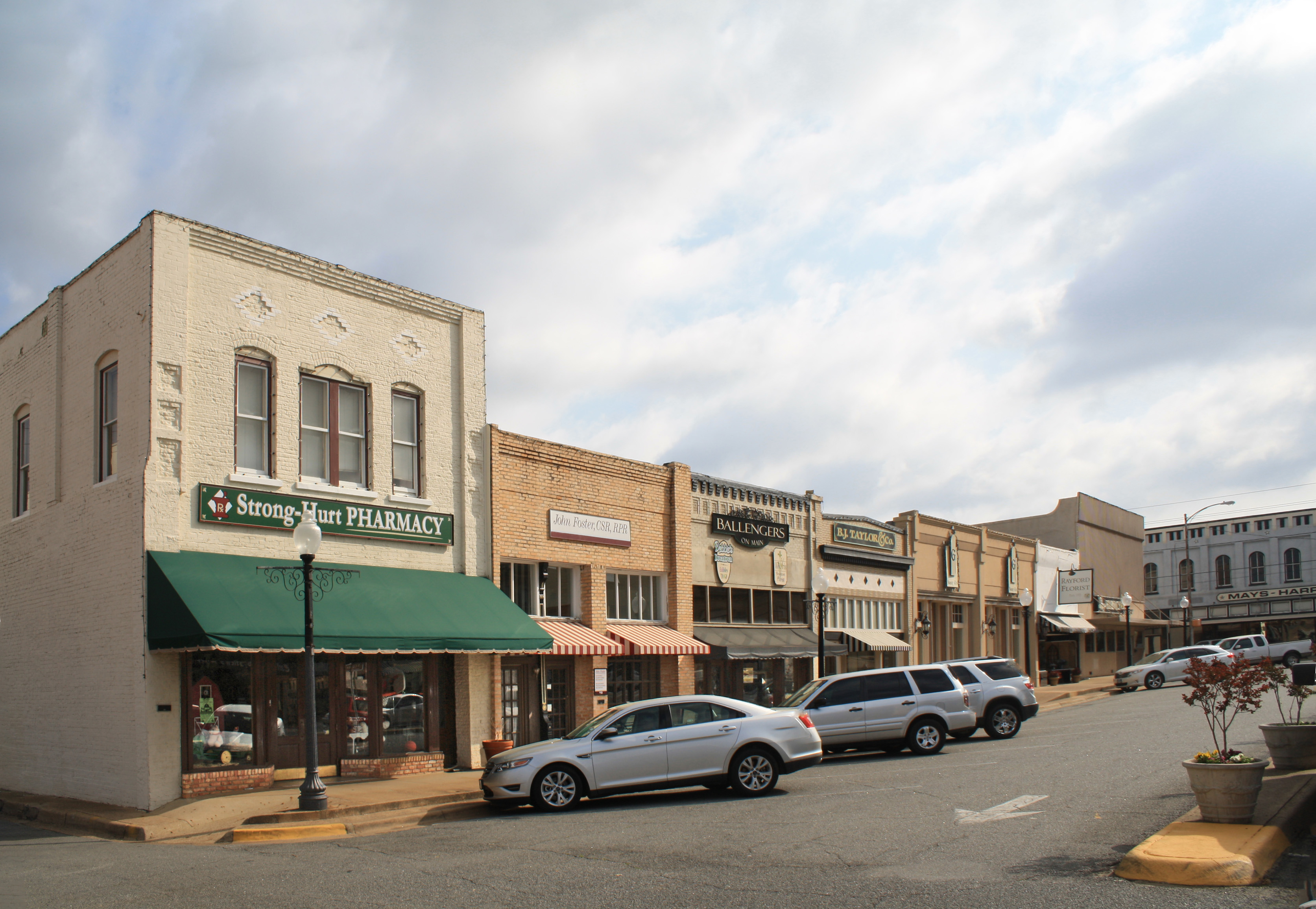
Straßenzug im Henderson Commercial Historic District (2011). Dieser Historic District wird seit März 1995 im NRHP geführt.

Drei Stätten, zwei Bauwerke und ein historischer Bezirk (Historic District) des Countys sind im National Register of Historic Places („Nationales Verzeichnis historischer Orte“; NRHP) eingetragen (Stand 8. Dezember 2021), darunter der Henderson Commercial Historic District, die Plantage Monte Verdi und das Elias and Mattie Crim House.

## Orte im County
- Anadarko
- Chapman
- Church Hill
- Craig
- Crimcrest
- Dirgin
- Friar
- Fussel
- Good Springs
- Harmony
- Henderson
- Jacobs
- Joinerville
- Laird Hill
- Lake Cherokee
- Laneville
- Leveretts Chapel
- McKnight
- Minden
- Mount Enterprise
- New London
- New Salem
- Old London
- Overton
- Pinehill
- Pirtle
- Pitner Junction
- Pleasant Grove
- Pone
- Price
- Selman City
- Sexton City
- Stewart
- Tatum
- Turnertown
- Wright City